# Chinese bamboepatrijs
De Chinese bamboepatrijs (Bambusicola thoracicus) is een vogel uit de familie fazantachtigen (Phasianidae). De wetenschappelijke naam van de soort is voor het eerst geldig gepubliceerd in 1815 door Temminck.

## Verspreiding en leefgebied
De soort komt voor in het zuiden van de China.
Het leefgebied bestaat uit bamboestruiken, heuvels en bossen.

## Beschermingsstatus
Op de Rode Lijst van de IUCN heeft de soort de status niet bedreigd.